# Shuang Shan
Shuang Shan (chinesisch 雙山 Doppelberg) ist ein 140 m hoher Hügel mit Doppelgipfel an der Ingrid-Christensen-Küste des ostantarktischen Prinzessin-Elisabeth-Lands. Er ragt südöstlich des Daliang Shan auf der Halbinsel Broknes in den Larsemann Hills auf.
Chinesische Wissenschaftler benannten ihn 1993 im Zuge von Luftaufnahmen und Kartierungsarbeiten.